# Caecilia mertensi
Caecilia mertensi Taylor, 1973 è un anfibio della famiglia Caeciliidae.

## Distribuzione e habitat
La specie è nota solo dal suo olotipo, la cui provenienza non è chiara.